# Ion Mihăilescu (antrenor)
Ion „Michi” Mihăilescu (n. 27 martie 1916 în Fetești, Ialomița) a fost un fotbalist și antrenor român.  A jucat 178 de meciuri în Divizia A.

## Cariera ca jucător
Mihăilescu și-a început cariera la Tricolor Venus Călărași. În 1938, s-a alăturat echipei Sportul Studențesc. Debutează pe 28 august 1938, contribuind la victoria cu 7-1 a studenților împotriva AMEF Arad. Deși nu era unul dintre cluburile de top din Divizia A, Sportul, avându-l în componență pe Ion Mihăilescu, a ajuns în sezonul 1938-1939 în finala Cupei, unde a pierdut în fața Rapidului. A debutat pe 31 martie 1940 împotriva Iugoslaviei. Pe 29 noiembrie 1949, a fost căpitan și antrenor al echipei naționale într-un meci cu Albania.
După sfârșitul celui de-Al Doilea Război Mondial, Mihăilescu s-a transferat la rivalii locali CFR București. Ajută echipa să se claseze pe locul al doilea în sezoanele 1948-1949 și 1950. Se retrage în vara anului 1951, la Locomotiva Timișoara.